# Palline notera
Palline notera es una especie de molusco gasterópodo terrestre de la familia Charopidae en el orden de los Stylommatophora.

## Distribución geográfica
Es endémica de Palaos. 

## Estado de conservación
Se encuentra amenazada de extinción por la pérdida de su hábitat natural.